# Martin Gero
Martin Gero (né le 6 juillet 1977 à Genève) est un scénariste canadien et coproducteur exécutif pour les séries de science-fiction Stargate Atlantis, Stargate Universe et Blindspot dont il est également le créateur.

## Enfance
Né à Genève en Suisse, Martin Gero a passé de longs moments de son enfance à Ottawa, en Ontario. Il a suivi les cours du Canterbury High School for Dramatic Arts puis a continué à l'Université Ryerson de Toronto. Il a coécrit et a dirigé Young People Fucking, qui a connu le succès au festival du film de Toronto.

## Filmographie
Cinéma
- 2007
  - Jeunes adultes qui baisent

Télévision
- 2004
  - Stargate Atlantis (saison 1)
    - La Fin de l'innocence
    - En pleine tempête (1 et 2/2)
    - Virus
    - La Communauté des quinze
    - Sous hypnose
    - Assiégés (1/3)

- 2005
  - Stargate Atlantis (saison 2)
    - Sous le feu de l'ennemi (3/3)
    - À corps perdu
    - Conversion
    - L'union fait la force (1/2)
    - L'ivresse des profondeurs
    - Coup d’État
    - Alliés (1/2)

  - Stargate SG-1 (saison 9)
    - Prosélytisme
    - Prise de contrôle

- 2006
  - Stargate Atlantis (saison 3)
    - Menace sur la Terre
    - La guerre des génies
    - Une question d'éthique
    - Exil forcé (1 et 2/2)
    - Nom de code : Horizon (1/3)

- - Stargate SG-1 (saison 10)
    - Wormhole X-Trem, le film
    - Prise d'otage

- 2007
  - Stargate Atlantis (saison 4)
    - A la dérive (2/3)
    - Programmation mortelle
    - Alliance forcée (2/3)
    - Harmonie
    - Trio

- 2008
  - Stargate Atlantis (saison 5)
    - La vie avent tout
    - Premier contact
    - La tribu perdue
    - Rendez-vous glacial

- 2009
  - Bored to Death (saison 1)
    - L'Affaire de la belle arnaqueuse
    - Le grand plongeon

  - Stargate Universe (saison 1)
    - Earth
    - Lost

- 2015-2016
  - Saison 1 de Blindspot
    - Le mystère dans la peau
    - Mission Secrète
    - Atterrissage difficile
    - Opération de Haut Vol
    - Rendez-vous de l'autre côté

- 2016-2017
  - Saison 2 de Blindspot
    - Coup Double

- 2017-2018
  - Saison 3 de Blindspot
    - Nouvelle Peau

- 2018-2019
  - Saison 4 de Blindspot
    - Hella Duplicitous

- 2019-2020
  - Saison 5 de Blindspot

- 2022 : Respirer (Keep Breathing) (mini-série TV)